# Вічаї
Вічаї, також Віксаї або Віджая (пом. 1638) — двадцять дев'ятий правитель королівства Лансанг.
Був молодшим сином короля Мон Кео. Зійшов на трон 1637 року після смерті свого старшого брата, короля Тоне Кхама. Його правління тривало близько року. 1638 король помер, а трон зайняв його племінник, син Тоне Кхама Сурінья Вонґса.